# Bola de Ouro
La Bola de Ouro (portoghese per "pallone d'oro") è un premio annuale assegnato dal 1973 dalla rivista brasiliana Placar al miglior giocatore del campionato brasiliano. Viene conferito in base alla media voto dei calciatori dopo ogni partita: il giocatore con la media più alta alla fine dell'anno si aggiudica il titolo, mentre i migliori 11 per ruolo vincono la Bola de Prata.

## Albo d'oro
Il premio non è stato assegnato nel 1970 e nel 1972, ma i giocatori con la migliore valutazione sono stati:
- 1970:  Francisco Reyes (Flamengo)
- 1972:  Elías Figueroa (Internacional)

I vincitori del premio nel 1971 e dal 1973 sono:
- 1971:  Dirceu Lopes (Cruzeiro) - postumo (2013)[1]
- 1973:  Atilio Ancheta (Grêmio)
- 1973:  Agustín Cejas (Santos)
- 1974:  Zico (Flamengo)
- 1975:  Valdir Peres (San Paolo)
- 1976:  Elías Figueroa (Internacional)
- 1977:  Toninho Cerezo (Atlético Mineiro)
- 1978:  Falcão (Internacional)
- 1979:  Falcão (Internacional)
- 1980:  Toninho Cerezo (Atlético Mineiro)
- 1981:  Paulo Isidoro (Grêmio)
- 1982:  Zico (Flamengo)
- 1983:  Roberto Costa (Atlético Paranaense)
- 1984:  Roberto Costa (Vasco da Gama)
- 1985:  Marinho (Bangu)
- 1986:  Careca (San Paolo)
- 1987:  Renato Gaúcho (Flamengo)
- 1988:  Taffarel (Internacional)
- 1989:  Ricardo Rocha (San Paolo)
- 1990:  César Sampaio (Santos)
- 1991:  Mauro Silva (Bragantino)
- 1992:  Júnior (Flamengo)
- 1993:  César Sampaio (Palmeiras)
- 1994:  Amoroso (Guarani)
- 1995:  Giovanni (Santos)
- 1996:  Djalminha (Palmeiras)

- 1997:  Edmundo (Vasco da Gama)
- 1998:  Edílson (Corinthians)
- 1999:  Marcelinho Carioca (Corinthians)
- 2000:  Romário (Vasco da Gama)
- 2001:  Alex Mineiro (Atlético Paranaense)
- 2002:  Kaká (San Paolo)
- 2003:  Alex (Cruzeiro)
- 2004:  Robinho (Santos)
- 2005:  Carlos Tévez  (Corinthians)
- 2006:  Lucas Leiva (Grêmio)
- 2007:  Thiago Neves (Fluminense)
- 2008:  Rogério Ceni (San Paolo)
- 2009:  Adriano (Flamengo)
- 2010:  Darío Conca (Fluminense)
- 2011:  Neymar (Santos)
- 2012:  Ronaldinho (Atlético Mineiro)
- 2013:  Éverton Ribeiro (Cruzeiro)
- 2014:  Ricardo Goulart (Cruzeiro)
- 2015:  Renato Augusto (Corinthians)
- 2016:  Gabriel Jesus (Palmeiras)
- 2017:  Jô (Corinthians)
- 2018:  Dudu (Palmeiras)
- 2019:  Gabriel Barbosa (Flamengo)
- 2020:  Claudinho (Red Bull Bragantino)
- 2021:  Hulk (Atlético Mineiro)
- 2022:  Gustavo Scarpa (Palmeiras)
- 2023:  Luis Suárez (Grêmio)

## Plurivincitori
| Nome           | Vittorie | Anni       |
| -------------- | -------- | ---------- |
| César Sampaio  | 2        | 1990, 1993 |
| Falcão         | 2        | 1978, 1979 |
| Roberto Costa  | 2        | 1983, 1984 |
| Toninho Cerezo | 2        | 1977, 1980 |
| Zico           | 2        | 1974, 1982 |

## Vittorie per nazione
| Nazione   | Vittorie |
| --------- | -------- |
| Brasile   | 47       |
| Argentina | 3        |
| Uruguay   | 2        |
| Cile      | 1        |

## Vittorie per squadra
| Squadra          | Vittorie |
| ---------------- | -------- |
| Flamengo         | 6        |
| Santos           | 5        |
| San Paolo        | 5        |
| Corinthians      | 5        |
| Palmeiras        | 5        |
| Atlético Mineiro | 4        |
| Cruzeiro         | 4        |
| Internacional    | 4        |
| Grêmio           | 4        |
| Vasco da Gama    | 3        |
| Athl. Paranaense | 2        |
| Fluminense       | 2        |
| RB Bragantino    | 2        |
| Bangu            | 1        |
| Guarani          | 1        |